# Uma Ana Ico
Uma Ana Ico (Uma-Anaico, auch Bercoly, Bercoli oder Berkoli genannt) ist ein osttimoresischer Suco im Verwaltungsamt Venilale (Gemeinde Baucau).

## Geographie
Vor der Gebietsreform 2015 hatte Uma Ana Ico eine Fläche von 6,51 km². Nun sind es 8,44 km². Der Suco liegt im Nordwesten des Verwaltungsamts Venilale. Östlich liegt der Suco Uma Ana Ulo und südlich der Suco Baha Mori. Im Westen grenzt Uma Ana Ico an das Verwaltungsamt Vemasse mit seinem Suco Loilubo und im Norden an das Verwaltungsamt Baucau mit seinem Suco Gariuai.
Die Überlandstraße zwischen den Orten Baucau und Venilale führt nah der Grenze durch das benachbarte Uma Ana Ulo. Nur durch einen dünnen Streifen, der nach Osten sich ausdehnt, führt auch die Straße durch den Suco selber. Hier liegt der Ort Uatu-Nau (Uaitunau). Über diese Grenze hinaus geht das größte Siedlungszentrum des Sucos. Den Kern bildet der Ort Quele-Boro-Uai (Quele Boro Uai, Queleborouai). Südlich grenzen daran die Ortschaft Umatunau. Die Grundschule des Sucos heißt Escola Primaria Catolica Bercoli.
Im Suco befinden sich die vier Aldeias Betunau (Betu-Nau), Quele-Boro-Uai, Uai-te und Uatu-Nau (Uai-Tunau). Der Ort Betunau (Betonau) liegt im Suco Uma Ana Ulo.

## Einwohner
Im Suco leben 1.834 Einwohner (2022), davon sind 911 Männer und 923 Frauen. Im Suco gibt es 330 Haushalte. Etwa 95 % der Einwohner geben Waimaha als ihre Muttersprache an, das zu den Kawaimina-Sprachen gehört. Etwa 5 % sprechen Tetum Prasa.

## Politik
Bei den Wahlen von 2004/2005 wurde Martinho Ricardo Freitas zum Chefe de Suco gewählt und 2009 in seinem Amt bestätigt. Bei den Wahlen 2016 gewann Romulo Paulino Belo und 2023 Antoninho da Costa Freitas.
2023 wurden als Chefe de Aldeias gewählt: Mariano de Sousa Soares (Betunau), Sebastião S. Ximenes (Quele-Boro-Uai), Crispin de Jesus Gusmão (Uai-te) und Fonciano Domingos de Sousa (Uatu-Nau).

## Geschichte

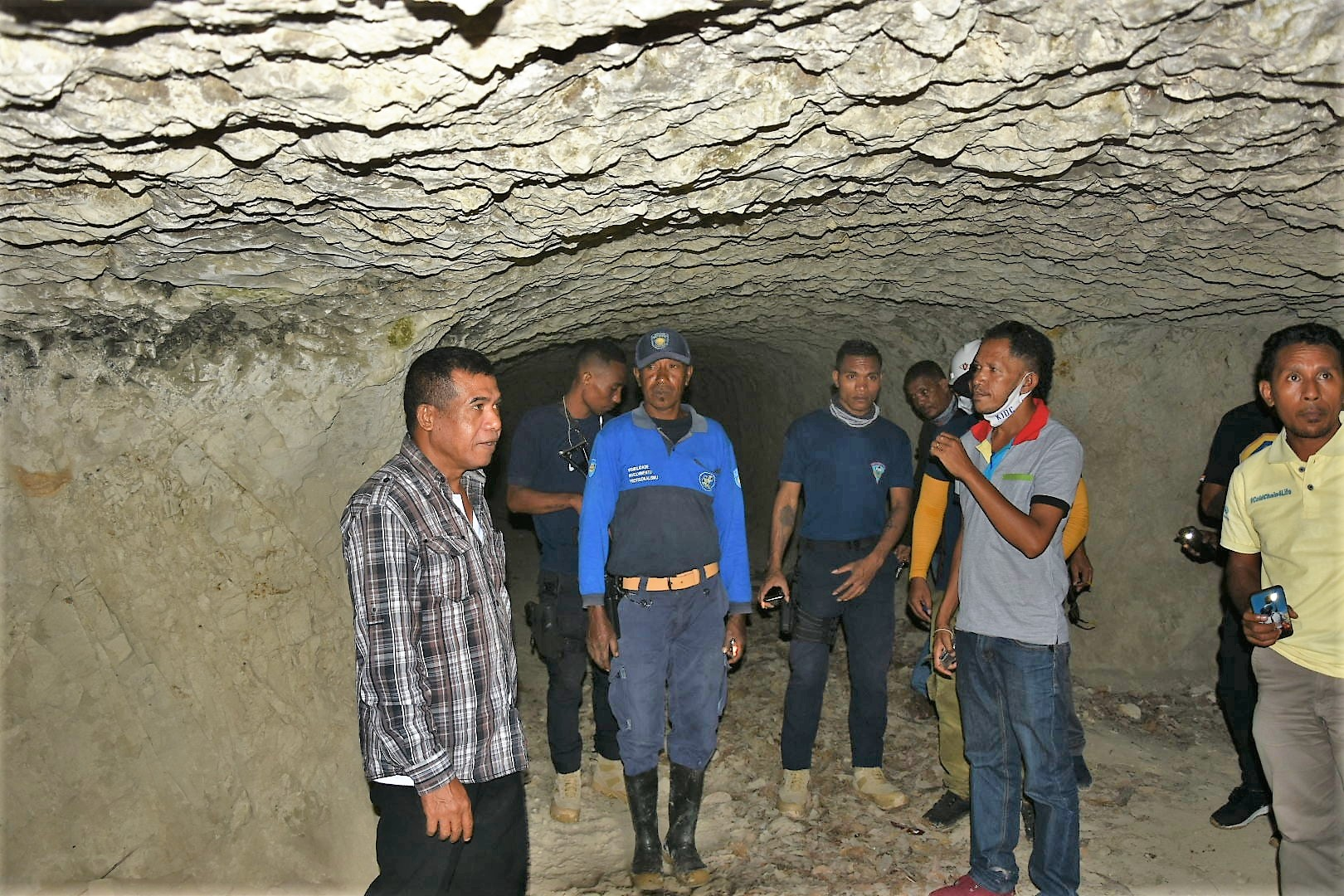
In den Sieben Höhlen

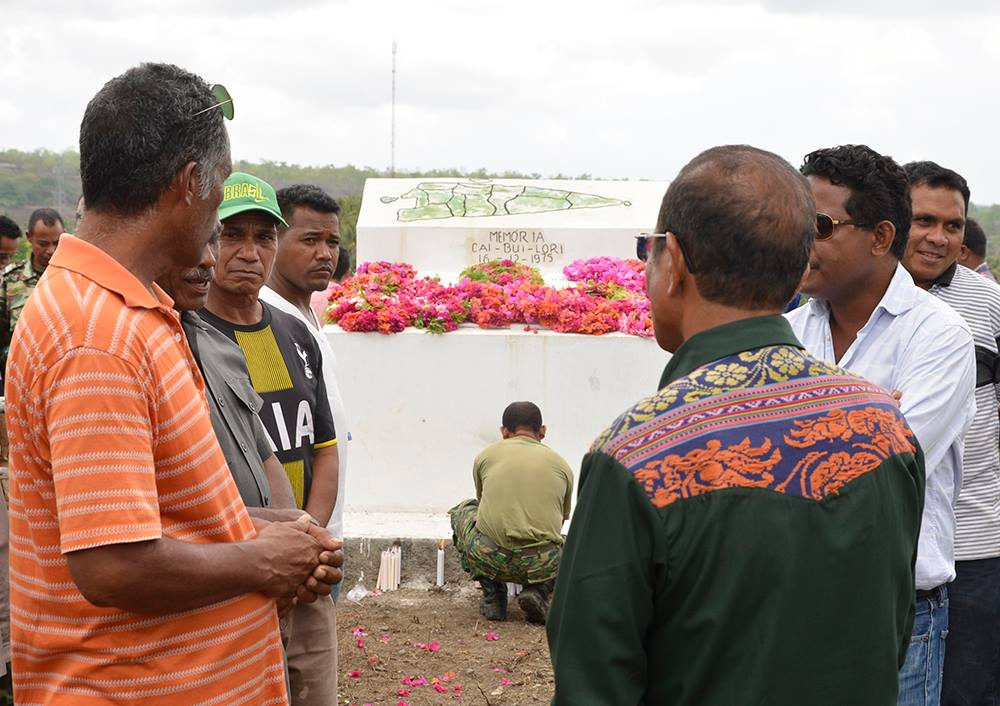
Taur Matan Ruak besucht das Mahnmal von Cai Bui Lori (2015)

Das Reich von Fatumartó erscheint auf der Liste der Reiche in Portugiesisch-Timor von Gouverneur Afonso de Castro (1859–1863). Aus ihm wurde später das Reich Bercoli (Bercoly).
1888 unterstützte Bercoli die Portugiesen beim Feldzug gegen Faturó und Sarau.
An der Straße nach Baucau erinnern Tunnel der Japaner in Kaibulori, die sogenannten Sieben Höhlen (Gua Tuju, Fatuk Kuak Hitu), an die Besetzung Timors während des Zweiten Weltkrieges. Hier lagerten die Japaner Munition und Ausrüstungsgegenstände.
Am 16. Dezember 1975 kam es in Bercoli zum Gefecht zwischen Kämpfern der FALINTIL und indonesischen Soldaten. Seit 2014 erinnert das Mahnmal von Cai Bui Lori an die gefallenen Osttimoresen.